# Grand Prix du Département des Alpes-Maritimes
Le Grand Prix du Département des Alpes-Maritimes, Grand Prix du Conseil général des Alpes-Maritimes de 2003 à 2014, Prix du Conseil général des Alpes-Maritimes auparavant, est une course hippique de trot attelé se déroulant au mois d'août sur l'hippodrome de la Côte d'Azur, à Cagnes-sur-Mer.
C'est une course internationale de groupe II depuis 2003,, réservée aux chevaux de 4 à 11 ans inclus, les 4 à 8 ans ayant gagné au moins 72 000 € (conditions en 2024). Depuis 2011, elle se court sur la distance de 1 609 mètres (1 mille), départ à l'autostart. Elle a été une étape de la Coupe du Monde de Trot avant la suppression de cette épreuve en 2008. L'allocation s'élève à 180 000 € dont 81 000 € pour le vainqueur.
En 2011, le champion suédois Commander Crowe, en faisant afficher la réduction kilométrique de 1'08"9, devient le premier cheval à descendre sous la barre des 1'09" en Europe. En 2019, l'Italien Vivid Wise As abaisse le record de France à 1'08"6.

## Palmarès depuis 1998
| Année | Vainqueur          | Pays   | Père               | Driver                | Distance | Réd.km |
| ----- | ------------------ | ------ | ------------------ | --------------------- | -------- | ------ |
| 2024  | Émeraude de Bais   | France | Repeat Love        | Franck Nivard         | 1 609 m  | 1'10"  |
| 2023  | Capital Mail       | Italie | Nad El Sheba       | Gabriele Gelormini    | 1 609 m  | 1'09"5 |
| 2022  | Vivid Wise As      | Italie | Yankee Glide       | Matthieu Abrivard     | 1 609 m  | 1'09"1 |
| 2021  | Vivid Wise As      | Italie | Yankee Glide       | Matthieu Abrivard     | 1 609 m  | 1'09"5 |
| 2020  | Vivid Wise As      | Italie | Yankee Glide       | Alessandro Gocciadoro | 1 609 m  | 1'09"8 |
| 2019  | Vivid Wise As      | Italie | Yankee Glide       | Alessandro Gocciadoro | 1 609 m  | 1'08"6 |
| 2018  | Un Mec d'Héripré   | France | Orlando Vici       | Franck Ouvrie         | 1 609 m  | 1'10"8 |
| 2017  | Timoko             | France | Imoko              | Björn Goop            | 1 609 m  | 1'09"1 |
| 2016  | Un Mec d'Héripré   | France | Orlando Vici       | Jean-Michel Bazire    | 1 609 m  | 1'09"8 |
| 2015  | Going for Gold Zaz | Suède  | Scarlet Knight     | Dominik Locqueneux    | 1 609 m  | 1'09"7 |
| 2014  | Timoko             | France | Imoko              | Björn Goop            | 1 609 m  | 1'09"9 |
| 2013  | Timoko             | France | Imoko              | Jos Verbeeck          | 1 609 m  | 1'12"  |
| 2012  | Commander Crowe    | Suède  | Juliano Star       | Christophe Martens    | 1 609 m  | 1'10"2 |
| 2011  | Commander Crowe    | Suède  | Juliano Star       | Christophe Martens    | 1 609 m  | 1'08"9 |
| 2010  | Quilien d'Isques   | France | Isléro de Bellouet | Jean-Michel Bazire    | 2 925 m  | 1'13"5 |
| 2009  | Ilaria Jet         | Italie | Pine Chip          | Christophe Martens    | 2 100 m  | 1'12"6 |
| 2008  | L'Amiral Mauzun    | France | Bon Conseil        | Jean-Michel Bazire    | 2 100 m  | 1'12"4 |
| 2007  | Meaulnes du Corta  | France | Voici du Niel      | Pierre Levesque       | 2 100 m  | 1'12"1 |
| 2006  | Mara Bourbon       | France | And Arifant        | Erik Adielsson        | 2 100 m  | 1'11"8 |
| 2005  | Joyau d'Amour      | France | Viking's Way       | Jos Verbeeck          | 2 100 m  | 1'11"6 |
| 2004  | Général du Lupin   | France | Lutin d'Isigny     | Jean-Michel Bazire    | 2 100 m  | 1'13"1 |
| 2003  | Revenue            | Suède  | Rêve d'Udon        | Lufti Kolgjini        | 2 100 m  | 1'13"7 |
| 2002  | Gribi de Carless   | France | Turquetil          | Philippe Mortagne     | 2 850 m  | 1'15"9 |
| 2001  | Futé de Rozoy      | France | Triomphe de Rozoy  | Roland Jaffrelot      | 2 200 m  | 1'15"3 |
| 2000  | Eli Cal            | Suède  | Meadow Galant      | Jos Verbeeck          | 2 200 m  | 1'14"7 |
| 1999  | Dollar de Meslay   | France | Sancho Pança       | Roland Jaffrelot      | 2 200 m  | 1'14"7 |
| 1998  | Baron Godiva       | Suède  | Idéal du Gazeau    | Anders Lindqvist      | 2 200 m  | 1'16"  |